# The East
The East è un film del 2013 diretto da Zal Batmanglij, con protagonista Brit Marling, anche sceneggiatrice e produttrice della pellicola.

## Trama
Un gruppo anarchico di ragazzi, chiamato The East, minaccia di attaccare i potenti della Terra e le multinazionali che causano i problemi del pianeta. Sarah Moss, agente di una società di spionaggio, viene incaricata di infiltrarsi nel gruppo e sventare gli attentati promessi dal gruppo. Ma vivendo in mezzo a loro, comincia a condividere gli ideali che seguono e si innamora del capo del gruppo.

## Produzione
Gli sceneggiatori del film, Zal Batmanglij e Brit Marling, nel 2009, hanno passato due mesi della loro vita seguendo lo stile di vita del freeganismo, basando poi la sceneggiatura su quell'esperienza.
Il budget della pellicola è stato di circa 6,5 milioni di dollari.
Le riprese del film sono durate due mesi, iniziate il 2 novembre sono terminate il 12 dicembre 2011 e sono state effettuate nella città di Shreveport, nello stato della Louisiana.

## Distribuzione
La pellicola viene presentata al Sundance Film Festival il 20 gennaio 2013, e successivamente ad altri festival cinematografici statunitensi tra cui il South by Southwest ed il San Francisco International Film Festival, mentre nel Regno Unito viene presentato all'Edinburgh International Film Festival.
Il film esce nelle sale cinematografiche statunitensi il 31 maggio 2013, mentre in quelle italiane il 4 luglio. Il film viene vietato ai minori di 13 anni negli Stati Uniti d'America, ai minori di 15 anni nel Regno Unito ed ai minori di 18 anni in Canada, per la presenza di "violenza, immagini forti, nudità e contenuti sessuali".

## Riconoscimenti
- 2014 - Saturn Award
  - Candidatura al miglior film thriller